# Chalcidomorphina aurata
Chalcidomorphina aurata är en tvåvingeart som beskrevs av Günther Enderlein 1914. Chalcidomorphina aurata ingår i släktet Chalcidomorphina och familjen vapenflugor. Inga underarter finns listade i Catalogue of Life.